# Едуардо Шванк
Едуардо Шванк (ісп. Eduardo Schwank; нар. 23 квітня 1986) — колишній аргентинський тенісист.
Найвищу одиночну позицію світового рейтингу — 48 місце досяг 7 червня 2010, парну — 14 місце — 20 червня 2011 року.
Здобув 1 парний титул.
Найвищим досягненням на турнірах Великого шолома були фінали в парному та змішаному парному розрядах.
Завершив кар'єру 2015 року.

## Фінали турнірів Великого шолома

### Парний розряд: 1 (0–1)
| Результат | Рік  | Турнір                               | Покриття | Партнер               | Суперники                   | Рахунок            |
| --------- | ---- | ------------------------------------ | -------- | --------------------- | --------------------------- | ------------------ |
| Поразка   | 2011 | Відкритий чемпіонат Франції з тенісу | Ґрунт    | Хуан Себастьян Кабаль | Максим Мирний Деніел Нестор | 6–7(3–7), 6–3, 4–6 |

### Мікст: 1 (0–1)
| Результат | Рік  | Турнір                           | Покриття | Партнер      | Суперники            | Рахунок               |
| --------- | ---- | -------------------------------- | -------- | ------------ | -------------------- | --------------------- |
| Поразка   | 2011 | Відкритий чемпіонат США з тенісу | Тверде   | Хісела Дулко | Мелані Уден Джек Сок | 6–7(4–7), 6–4, [8–10] |

## Фінали турнірів ATP за кар'єру

### Парний розряд: 3 (1–2)
| Легенда                    |
| -------------------------- |
| Великий Шлем (0–1)         |
| ATP Фінали (0–0)           |
| Тур ATP Masters 1000 (0–0) |
| Тур ATP 500 (0–0)          |
| Тур ATP 250 (1–1)          |

| Титули за покриттям |
| ------------------- |
| Тверде (0–1)        |
| Ґрунт (1–1)         |
| Трава (0–0)         |

| Титули за типом корту |
| --------------------- |
| Відкритий (1–1)       |
| Закритий (0–1)        |

| Результат | В-П | Дата     | Турнір                               | Рівень       | Покриття | Партнер               | Суперники                    | Рахунок            |
| --------- | --- | -------- | ------------------------------------ | ------------ | -------- | --------------------- | ---------------------------- | ------------------ |
| Перемога  | 1–0 | Лип 2010 | Штутгарт, Німеччина                  | ATP 250      | Ґрунт    | Карлос Берлок         | Крістофер Кас Філіпп Пецшнер | 7–6(7–5), 7–6(8–6) |
| Поразка   | 1–1 | Жов 2010 | Монпельє, Франція                    | ATP 250      | Тверде   | Марк Лопес Таррес     | Стівен Гасс Росс Гатчінс     | 2–6, 6–4, [8–10]   |
| Поразка   | 1–2 | Чер 2011 | Відкритий чемпіонат Франції з тенісу | Великий Шлем | Ґрунт    | Хуан Себастьян Кабаль | Максим Мирний Деніел Нестор  | 6–7(3–7), 6–3, 4–6 |

## Фінали командних змагань: 1 (1 поразка)
| Результат | Ранг | Дата            | Турнір                         | Покриття  | Партнер                                            | Суперники                                                     | Рахунок |
| --------- | ---- | --------------- | ------------------------------ | --------- | -------------------------------------------------- | ------------------------------------------------------------- | ------- |
| Поразка   | 1.   | 2-4 грудня 2011 | Кубок Девіса, Севілья, Іспанія | Ґрунт (i) | Давід Налбандян Хуан Мартін дель Потро Хуан Монако | Рафаель Надаль Давид Феррер Фернандо Вердаско Фелісіано Лопес | 1–3     |

## Фінали ATP Челленджер і ITF Ф'ючерс

### Одиночний розряд: 27 (16–11)
| Легенда              |
| -------------------- |
| ATP Челленджер (7–9) |
| ITF Ф'ючерс (9–2)    |

| Фінали за покриттям |
| ------------------- |
| Тверде (1–4)        |
| Ґрунт (15–7)        |
| Трава (0–0)         |
| Килим (0–0)         |

| Результат | В-П   | Дата     | Турнір                                    | Рівень     | Покриття | Суперник              | Рахунок                      |
| --------- | ----- | -------- | ----------------------------------------- | ---------- | -------- | --------------------- | ---------------------------- |
| Перемога  | 1–0   | Кві 2006 | Аргентина F3, Буенос-Айрес                | Ф'ючерс    | Ґрунт    | Крістіан Вільяґран    | 4–6, 6–3, 6–4                |
| Перемога  | 2–0   | Кві 2006 | Аргентина F4, Буенос-Айрес                | Ф'ючерс    | Ґрунт    | Леандро Мігані        | 6–3, 7–6(12–10)              |
| Поразка   | 2–1   | Тра 2006 | Аргентина F5, Буенос-Айрес                | Ф'ючерс    | Ґрунт    | Крістіан Вільяґран    | 4–6, 1–6                     |
| Перемога  | 3–1   | Сер 2006 | Аргентина F11, Кордова (місто, Аргентина) | Ф'ючерс    | Ґрунт    | Леандро Мігані        | 5–7, 6–0, 6–0                |
| Перемога  | 4–1   | Сер 2006 | Аргентина F12, Мендоса (Аргентина)        | Ф'ючерс    | Ґрунт    | Андрес Мольтені       | 6–4, 6–1                     |
| Перемога  | 5–1   | Вер 2006 | Болівія F1, Ла-Пас                        | Ф'ючерс    | Ґрунт    | Гільєрмо Каррі        | 6–3, 6–1                     |
| Перемога  | 6–1   | Вер 2006 | Болівія F2, Кочабамба                     | Ф'ючерс    | Ґрунт    | Мартін Алунд          | 7–6(7–5), 6–7(4–7), 7–6(7–2) |
| Перемога  | 7–1   | Кві 2007 | Аргентина F1, Санта-Фе (Аргентина)        | Ф'ючерс    | Ґрунт    | Хуан-Мартін Арангурен | 6–3, 6–2                     |
| Перемога  | 8–1   | Тра 2007 | Аргентина F2, Буенос-Айрес                | Ф'ючерс    | Ґрунт    | Хуан-Мартін Арангурен | 6–4, 6–4                     |
| Перемога  | 9–1   | Тра 2007 | Аргентина F3, Сан-Мігель-де-Тукуман       | Ф'ючерс    | Ґрунт    | Хуан Пабло Амадо      | 6–1, 6–4                     |
| Поразка   | 9–2   | Чер 2007 | Італія F16, Чезена                        | Ф'ючерс    | Ґрунт    | Філіп Прпіч           | 4–6, 2–6                     |
| Поразка   | 9–3   | Сер 2007 | Белу-Оризонті, Бразилія                   | Челленджер | Тверде   | Бріан Дабуль          | 7–6(7–4), 6–7(5–7), 3–6      |
| Поразка   | 9–4   | Сер 2007 | Манта, Еквадор                            | Челленджер | Тверде   | Ґо Соеда              | 4–6, 2–6                     |
| Перемога  | 10–4  | Жов 2007 | Медельїн, Колумбія                        | Челленджер | Ґрунт    | Кріс Гуччоне          | 7–5, 5–7, 7–5                |
| Поразка   | 10–5  | Бер 2008 | Сантьяго, Чилі                            | Челленджер | Ґрунт    | Томас Беллуччі        | 4–6, 6–7(3–7)                |
| Перемога  | 11–5  | Кві 2008 | Кремона, Італія                           | Челленджер | Тверде   | Б'єрн Фау             | 6–3, 6–4                     |
| Перемога  | 12–5  | Тра 2008 | Рим, Італія                               | Челленджер | Ґрунт    | Ерік Продон           | 6–3, 6–7, 7–6                |
| Перемога  | 13–5  | Тра 2008 | Бордо, Франція                            | Челленджер | Ґрунт    | Ігор Куніцин          | 6–2, 6–2                     |
| Поразка   | 13–6  | Сер 2009 | Белу-Оризонті, Бразилія                   | Челленджер | Тверде   | Жуліо Сілва           | 6–3, 3–6, 4–6                |
| Перемога  | 14–6  | Жов 2009 | Сантьяго, Чилі                            | Челленджер | Ґрунт    | Ніколас Массу         | 6–2, 6–2                     |
| Перемога  | 15–6  | Лис 2009 | Ліма, Перу                                | Челленджер | Ґрунт    | Хорхе Агілар          | 7–5, 6–4                     |
| Поразка   | 15–7  | Січ 2010 | Сан-Паулу, Бразилія                       | Челленджер | Тверде   | Рікардо Мелло         | 3–6, 1–6                     |
| Перемога  | 16–7  | Січ 2010 | Букараманга, Колумбія                     | Челленджер | Ґрунт    | Хуан Пабло Бжезіцькі  | 6–4, 6–2                     |
| Поразка   | 16–8  | Тра 2011 | Рим, Італія                               | Челленджер | Ґрунт    | Сімоне Болеллі        | 6–2, 1–6, 3–6                |
| Поразка   | 16–9  | Вер 2011 | Калі, Колумбія                            | Челленджер | Ґрунт    | Алехандро Фалья       | 4–6, 3–6                     |
| Поразка   | 16–10 | Жов 2011 | Сан-Жозе-ду-Ріу-Прету, Бразилія           | Челленджер | Ґрунт    | Рікардо Мелло         | 4–6, 2–6                     |
| Поразка   | 16–11 | Сер 2013 | Сан-Паулу, Бразилія                       | Челленджер | Ґрунт    | Алехандро Гонсалес    | 2–6, 3–6                     |

### Парний розряд: 29 (21–8)
| Легенда               |
| --------------------- |
| ATP Челленджер (14–6) |
| ITF Ф'ючерс (7–2)     |

| Фінали за покриттям |
| ------------------- |
| Тверде (3–1)        |
| Ґрунт (18–7)        |
| Трава (0–0)         |
| Килим (0–0)         |

| Результат | В-П  | Дата     | Турнір                             | Рівень     | Покриття | Партнер            | Суперники                                       | Рахунок               |
| --------- | ---- | -------- | ---------------------------------- | ---------- | -------- | ------------------ | ----------------------------------------------- | --------------------- |
| Перемога  | 1–0  | Тра 2004 | Аргентина F2, Буенос-Айрес         | Ф'ючерс    | Ґрунт    | Хуан-Пабло Амадо   | Себастьян Декуд Хуан-Мартін Арангурен           | 6–1, 7–6(8–6)         |
| Перемога  | 2–0  | Січ 2006 | Сальвадор F1, Сан-Сальвадор        | Ф'ючерс    | Ґрунт    | Мартін Віларрубі   | Віктор Колік Джеймс Серретані                   | 6–2, 5–7, 6–0         |
| Поразка   | 2–1  | Бер 2006 | Аргентина F2, Буенос-Айрес         | Ф'ючерс    | Ґрунт    | Матіас О'Ніль      | Бріан Дабуль Крістіан Вільяґран                 | 6–2, 4–6, 2–6         |
| Поразка   | 2–2  | Кві 2006 | Аргентина F3, Буенос-Айрес         | Ф'ючерс    | Ґрунт    | Естебан Дзанетті   | Бріан Дабуль Крістіан Вільяґран                 | 4–6, 2–6              |
| Перемога  | 3–2  | Кві 2006 | Аргентина F4, Буенос-Айрес         | Ф'ючерс    | Ґрунт    | Себастьян Декуд    | Орасіо Себальйос Леандро Мігані                 | 6–2, 6–2              |
| Перемога  | 4–2  | Сер 2006 | Аргентина F12, Мендоса (Аргентина) | Ф'ючерс    | Ґрунт    | Деміан Гшвенд      | Андрес Мольтені Ніколас Хара-Лосано             | 6–1, 6–2              |
| Перемога  | 5–2  | Вер 2006 | Болівія F1, Ла-Пас                 | Ф'ючерс    | Ґрунт    | Деміан Гшвенд      | Борха Мало-Касадо Натан Томпсон                 | 6–1, 6–7(4–7), 6–0    |
| Перемога  | 6–2  | Тра 2007 | Аргентина F2, Буенос-Айрес         | Ф'ючерс    | Ґрунт    | Деміан Гшвенд      | Хуан-Пабло Вільяр Алехандро Кон                 | 6–1, 6–2              |
| Перемога  | 7–2  | Чер 2007 | Італія F16, Чезена                 | Ф'ючерс    | Ґрунт    | Крістіан Вільяґран | Франческо Піккарі Алессандро да Коль            | 6–3, 6–2              |
| Перемога  | 8–2  | Сер 2007 | Кампус-ду-Жордан, Бразилія         | Челленджер | Тверде   | Орасіо Себальйос   | Джон-Пол Фруттеро Ізак ван дер Мерве            | 3–6, 6–3, [12–10]     |
| Перемога  | 9–2  | Сер 2007 | Манта, Еквадор                     | Челленджер | Тверде   | Орасіо Себальйос   | Джон-Пол Фруттеро Ерік Нуньєз                   | 6–4, 6–2              |
| Перемога  | 10–2 | Лис 2007 | Ліма, Перу                         | Челленджер | Ґрунт    | Пабло Куевас       | Мартін Віларрубі Мікаель Кінтеро                | 6–4, 6–2              |
| Перемога  | 11–2 | Січ 2008 | Ла-Серена, Чилі                    | Челленджер | Ґрунт    | Ніколас Лапентті   | Себастьян Декуд Крістіан Вільяґран              | 6–4, 6–0              |
| Перемога  | 12–2 | Бер 2008 | Сантьяго, Чилі                     | Челленджер | Ґрунт    | Маріано Худ        | Бріан Дабуль Жан-Жульєн Роєр                    | 6–3, 6–3              |
| Перемога  | 13–2 | Кві 2008 | Кремона, Італія                    | Челленджер | Тверде   | Душан Вемич        | Флорін Мерджа Горія Текеу                       | 6–3, 6–2              |
| Поразка   | 13–3 | Лип 2008 | Лугано, Швейцарія                  | Челленджер | Ґрунт    | Душан Вемич        | Раміз Джунейд Філіпп Маркс                      | 6–7(7–9), 6–4, [7–10] |
| Поразка   | 13–4 | Сер 2009 | Белу-Оризонті, Бразилія            | Челленджер | Тверде   | Хуан-Пабло Амадо   | Марсіу Торріс Ізак ван дер Мерве                | без гри               |
| Поразка   | 13–5 | Жов 2009 | Асунсьйон, Парагвай                | Челленджер | Ґрунт    | Максімо Гонсалес   | Сантьяго Вентура Бертомеу Рубен Рамірес Ідальго | 3–6, 6–7(5–7)         |
| Перемога  | 14–5 | Жов 2009 | Сантьяго, Чилі                     | Челленджер | Ґрунт    | Дієґо Крістін      | Давід Марреро Хуан Пабло Бжезіцькі              | 6–4, 7–5              |
| Перемога  | 15–5 | Лис 2009 | Медельїн, Колумбія                 | Челленджер | Ґрунт    | Себастьян Декуд    | Давід Марреро Дієго Хункейра                    | 6–0, 6–2              |
| Поразка   | 15–6 | Чер 2011 | Кошиці, Словаччина                 | Челленджер | Ґрунт    | Факундо Баньїс     | Зімон Гройль Баштіан Кніттель                   | 6–2, 3–6, [9–11]      |
| Перемога  | 16–6 | Вер 2011 | Белу-Оризонті, Бразилія            | Челленджер | Ґрунт    | Гвідо Андреоцці    | Рікардо Хосевар Крістіан Лінделл                | 6–2, 6–4              |
| Поразка   | 16–7 | Вер 2011 | Калі, Колумбія                     | Челленджер | Ґрунт    | Факундо Баньїс     | Роберт Фара Хуан Себастьян Кабаль               | 5–7, 2–6              |
| Перемога  | 17–7 | Лис 2011 | Буенос-Айрес, Аргентина            | Челленджер | Ґрунт    | Карлос Берлок      | Марсель Фельдер Ярослав Поспішил                | 6–7(1–7), 6–4, [10–7] |
| Перемога  | 18–7 | Сер 2013 | Сан-Паулу, Бразилія                | Челленджер | Ґрунт    | Фернандо Ромболі   | Марсело Аревало Ніколас Баррієнтос              | 6–7(6–8), 6–4, [10–8] |
| Перемога  | 19–7 | Вер 2013 | Калі, Колумбія                     | Челленджер | Ґрунт    | Гвідо Андреоцці    | Жоао Соуза Карлос Саламанка                     | 6–2, 6–4              |
| Поразка   | 19–8 | Бер 2014 | Салінас, Еквадор                   | Челленджер | Ґрунт    | Уго Дельєн         | Фернандо Ромболі Роберто Майтін                 | 3–6, 4–6              |
| Перемога  | 20–8 | Кві 2014 | Ітажаї, Бразилія                   | Челленджер | Ґрунт    | Максімо Гонсалес   | Жоао Соуза Андре Са                             | 6–2, 6–3              |
| Перемога  | 21–8 | Тра 2014 | Калі, Колумбія                     | Челленджер | Ґрунт    | Факундо Баньїс     | Ніколас Баррієнтос Eduardo Struvay              | 6–3, 6–3              |

## Досягнення
| W | Ф | ПФ | ЧФ | #Р | КТ | К# | P# | DNQ | A | Z# | PO | G | S | B | NMS | NTI | P | NH |

### Одиночний розряд
| Турнір                                 | 2007 | 2008 | 2009 | 2010 | 2011 | 2012 | 2013 | SR     | В-П  | % виграшів |
| -------------------------------------- | ---- | ---- | ---- | ---- | ---- | ---- | ---- | ------ | ---- | ---------- |
| Турніри Великого шлему                 |      |      |      |      |      |      |      |        |      |            |
| Відкритий чемпіонат Австралії з тенісу |      |      | 1р   |      | 2р   | К2р  |      | 0 / 2  | 1–2  | 33%        |
| Відкритий чемпіонат Франції з тенісу   |      | 3р   | 1р   | 1р   | К2р  | 3р   | К1р  | 0 / 4  | 4–4  | 50%        |
| Вімблдонський турнір                   | К1р  | 1р   | 1р   | 1р   |      |      |      | 0 / 3  | 0–3  | 0%         |
| Відкритий чемпіонат США з тенісу       | К3р  | 1р   |      | 2р   | К1р  |      | К1р  | 0 / 2  | 1–2  | 33%        |
| В-П                                    | 0–0  | 2–3  | 0–3  | 1–3  | 1–1  | 2–1  | 0–0  | 0 / 11 | 6–11 | 35%        |
| Тур ATP Мастерс 1000                   |      |      |      |      |      |      |      |        |      |            |
| Indian Wells Open                      |      |      | 1р   |      |      |      |      | 0 / 1  | 0–1  | 0%         |
| Відкритий чемпіонат Маямі з тенісу     |      |      | 1р   | 2р   |      |      |      | 0 / 2  | 1–2  | 33%        |
| Мастерс Монте-Карло                    |      |      | 1р   | 1р   |      |      |      | 0 / 2  | 0–2  | 0%         |
| Мастерс Мадрид                         |      | К2р  | 1р   | 2р   |      | К1р  |      | 0 / 2  | 1–2  | 33%        |
| Мастерс Канада                         |      |      |      | 1р   |      |      |      | 0 / 1  | 0–1  | 0%         |
| Мастерс Шанхай                         | NMS  | NMS  |      | 1р   |      |      |      | 0 / 1  | 0–1  | 0%         |
| В-П                                    | 0–0  | 0–0  | 0–4  | 2–5  | 0–0  | 0–0  | 0–0  | 0 / 9  | 2–9  | 18%        |

### Парний розряд
| Турнір                                 | 2008 | 2009         | 2010         | 2011         | 2012 | 2013         | 2014         | SR     | В-П   | % виграшів |
| -------------------------------------- | ---- | ------------ | ------------ | ------------ | ---- | ------------ | ------------ | ------ | ----- | ---------- |
| Відкритий чемпіонат Австралії з тенісу |      | 1р           |              | 1р           | 2р   |              |              | 0 / 3  | 1–3   | 25%        |
| Відкритий чемпіонат Франції з тенісу   |      | 1р           | 1р           | Ф            | 2р   |              |              | 0 / 4  | 6–4   | 60%        |
| Вімблдонський турнір                   | 2р   |              | ПФ           | 3р           | 3р   | 2р           |              | 0 / 5  | 10–5  | 67%        |
| Відкритий чемпіонат США з тенісу       | 2р   |              | ПФ           | 2р           |      | 1р           |              | 0 / 4  | 6–4   | 60%        |
| В-П                                    | 2–2  | 0–2          | 8–3          | 8–4          | 4–3  | 1–2          | 0–0          | 0 / 16 | 23–16 | 58%        |
| Виступи за країну                      |      |              |              |              |      |              |              |        |       |            |
| Олімпійські ігри                       |      | Не проводили | Не проводили | Не проводили | 1р   | Не проводили | Не проводили | 0 / 1  | 0–1   | 0%         |
| Тур ATP Мастерс 1000                   |      |              |              |              |      |              |              |        |       |            |
| Мастерс Монте-Карло                    |      |              |              |              | 2р   |              |              | 0 / 1  | 1–1   | 50%        |
| Мастерс Мадрид                         |      |              | 2р           |              | 2р   |              |              | 0 / 2  | 2–2   | 50%        |
| Мастерс Рим                            |      |              |              |              | 2р   |              |              | 0 / 1  | 1–1   | 50%        |
| В-П                                    | 0–0  | 0–0          | 1–1          | 0–0          | 3–3  | 0–0          | 0–0          | 0 / 4  | 4–4   | 50%        |